# گریر بارنز (بازیکن فوتبال)
گریر بارنز (انگلیسی: Greer Barnes؛ زادهٔ ۵ نوامبر ۱۹۸۷) بازیکن فوتبال اهل ایالات متحده آمریکا است.
از باشگاه‌هایی که در آن بازی کرده‌است می‌توان به لس آنجلس سل و گلد پراید اشاره کرد.